# Джоанн Флетчер
Джоа́нн Фле́тчер (англ. Joann Fletcher, 30 серпня 1966, Барнслі, Південний Йоркшир) — британська вчена-археолог. Почесна дослідниця на факультеті археології Університету Йорку і незалежна консультантка з єгиптології. Брала участь у розкопках в Єгипті, Ємені та Сполученому Королівстві і у дослідженнях мумій в усьому світі. Доктор Флетчер пише статті для газети The Guardian та історичного сайту BBC, на її рахунку — численні виступи на радіо та телебаченні.

## Життєпис
Здобула освіту в Барнслі коледжі. Вивчала давню історію та єгиптологію в Університетському коледжі Лондона, спеціалізується на династії Птолемеїв і Клеопатри, а також на давньоєгипетському волоссі, перуках й формах прикрас.
Здобула ступінь бакалавра мистецтв в галузі древньої історії та єгиптології в Університетському коледжі м. Лондона в 1987 році. Потім — ступінь доктора філософії за темою «Єгипетське волосся: дослідження стилю, форми й функції» (англ. Ancient Egyptian Hair: a study in style, form and function), яку отримала від у Манчестерського університету в 1996 році.
Почесна наукова співробітниця університету Йорка, дослідниця давньоєгипетської похоронної традиції. Професор Департаменту археології в Університеті Йорка. Консультантка (радниця) з єгиптології для музеїв мистецтва та археології.
2003 року доктор Флетчер брала участь у суперечливій експедиції до Долини Царів в Єгипті, де в гробниці «KV35» віднайшла мумію знаменитої цариці Нефертіті. Ця експедиція спонсорувалася телевізійним каналом «Discovery Channel», який на ґрунті досліджень Флетчер випустив документальний серіал.

## Праці
- Джоан Флетчер, В поисках Нефертити. — М.: АСТ: АСТ МОСКВА: ХРАНИТЕЛЬ, 2008. — 413 с. — 2500 экз. — ISBN 978-5-9762-5421-3.(рос.)
- Джоан Флетчер, Клеопатра Великая. Женщина, стоящая за легендой [Архівовано 2 червня 2016 у Wayback Machine.]. — М.: Издательство Астрель, 2010. — 478 с. — 2500 экз. — ISBN 978-5-271-32606-6.(рос.)

## Нагороди
- Премія БАФТА у телебаченні (англ. BAFTA),
- премія Королівського телевізійного товариства[en] (2011) і
- премія Асоціації міжнародного мовлення[2].